# Penn & Teller
Penn & Teller és un duo d'il·lusionistes i comediants estatunidencs. Són també conductors de l'espai televisiu Penn & Teller: Bullshit! que és transmès als Estats Units per la cadena Showtime. En les seves obres, Penn sempre és molt parlador i Teller mai parla.
Els dos integrants del duo, Penn Jillette (1955) i Teller (1948), es van conèixer al Minnesota Renaissance Festival de 19 d'agost de 1975. Els dos treballaven com a il·lusionistes en el barri Fisherman's Wharf de San Francisco, a Califòrnia. Fins a 1981, van formar part d'un grup de tres il·lusionistes que es deia Asparagus Valley Cultural Society. El grup va aparèixer amb freqüència en el teatre Phoenix de San Francisco i tenia un estil menys controvertit que les seves obres més recents.
A mitjan anys 1980 Penn i Teller ja havien rebut una publicitat positiva, pel seu xou de 1985 Off Broadway i un especial que va rebre un Premi Emmy per l'especial de PBS Penn & Teller Go Public. En els següents anys van aparèixer amb freqüència en late shows com The Late Show with David Letterman, Saturday Night Live, The Tonight Show with Jay Leno, i Late Night with Conan O'Brien.
Des de 2001, el duo ha actuat sis nits a la setmana al casino The Rio a Las Vegas.
El seu programa de televisió més reeixit Bullshit! (ximpleries!) és televisat pel canal llatinoamericà FX, havent estrenat als EUA en 2003. El punt de vista del programa es caracteritza pel llibertarisme i l'escepticisme, pretenent dissipar mites i mentides sobre diversos temes polítics, socials i religiosos, entre d'altres.

## Filmografia
| Any  | Títol                                         | Paper                        | Notes                                       |
| ---- | --------------------------------------------- | ---------------------------- | ------------------------------------------- |
| 1986 | My Chauffeur                                  | Bone & Abdul                 |                                             |
| 1987 | Penn & Teller's Cruel Tricks for Dear Friends | Ells mateixos                | Direct-to-video                             |
| 1989 | Penn & Teller Get Killed                      | Ells mateixos                |                                             |
| 1991 | The Eyes Scream: A History of the Residents   | Ells mateixos                |                                             |
| 1994 | Car 54, Where Are You?                        | Luther i Luther              | Cameo                                       |
| 1999 | Fantasia 2000                                 | Ells mateixos                | Presentant el segment L'aprenent de bruixot |
| 2005 | The Aristocrats                               | Ells mateixos                | Penn també és codirector                    |
| 2013 | Tim's Vermeer                                 | Ells mateixos                | Dirigida per Teller, Produïda per Penn      |
| 2014 | An Honest Liar                                | Ells mateixos                |                                             |
| 2016 | Director's Cut                                | Herbert Blount i Rudy Nelson |                                             |

## Llibres
Penn & Teller:
- Penn & Teller's How to Play in Traffic (1997, ISBN 1-57297-293-9)
- Penn & Teller's How to Play with Your Food (1992, ISBN 0-679-74311-1)
- Penn & Teller's Cruel Tricks for Dear Friends (1989, ISBN 0-394-75351-8)

Penn without Teller:
- Sock (2004, ISBN 0-312-32805-2)
- How to Cheat Your Friends at Poker: The Wisdom of Dickie Richard (2006, ISBN 0-312-34905-X; coautor: Mickey D. Lynn)
- God, No!: Signs You May Already Be an Atheist and Other Magical Tales (2011, ISBN 1451610378)
- Every Day is an Atheist Holiday!: More Magical Tales from the Author of God, No! (2012, ISBN 1469276887)
- Presto!: How I Made Over 100 Pounds Disappear and Other Magical Tales (2016, ISBN 1501140183)

Teller without Penn:
- When I'm Dead All This Will Be Yours: Joe Teller—A Portrait by His Kid (2000, ISBN 0-922233-22-5)